# Tanguy Nianzou
Nianzou Tanguy-Austin Kouassi (nascut el 7 de juny de 2002), conegut com a Tanguy Nianzou, és un futbolista professional francès que juga com a defensa central al Sevilla de la Lliga. Ha representat França internacionalment a diferents nivells juvenils.

## Carrera de club

### París Saint-Germain
Graduat al planter del Paris Saint-Germain (PSG), Nianzou va debutar professionalment el 7 de desembre de 2019 en una victòria a la Lliga per 3-1 contra el Montpeller. Uns dies després, va jugar el seu primer partit de la Lliga de Campions de la UEFA quan el PSG va guanyar 5-0 al Galatasaray.
Nianzou va marcar el seu primer gol en la victòria per 3-0 de la Copa de França contra el Reims el 22 de gener de 2020. Aquest gol que va marcar va ser el gol 4.000 de la història del PSG. Va marcar els seus dos primers gols a la Lliga 1 en un partit fora de casa que va acabar amb un empat 4-4 contra l'Amiens SC el 15 de febrer de 2020. L'11 de març, Nianzou va jugar el seu darrer partit amb el PSG, una victòria de la UEFA Champions League per 2-0 davant el Borussia Dortmund. Va deixar el club parisenc a l'expiració del seu contracte i va fitxar pel Bayern de Múnic amb una transferència gratuïta.

### Bayern de Múnic
L'1 de juliol de 2020, el club de la Bundesliga Bayern de Múnic va anunciar el fitxatge de Nianzou amb un contracte de quatre anys. Va debutar en una victòria a la Lliga per 3-1 contra el VfB Stuttgart el 28 de novembre. El 12 de desembre, Nianzou va patir una lesió muscular i va ser descartat durant un o dos mesos. La lesió perdurava d'una lesió anterior que es va produir a l'inici de la temporada 2020-21. El seu retorn va arribar més tard del que s'esperava, ja que va aparèixer com a substitut en un empat 1-1 davant l'Union Berlin el 10 d'abril de 2021.

### Sevilla
El 17 d'agost de 2022, Nianzou va signar un contracte de cinc anys amb el club espanyol Sevilla.
El 19 d'agost de 2022, Nianzou va debutar contra el Real Valladolid.

## Carrera internacional
Nascut a França, Nianzou és d'origen ivorià. Nianzou és internacional juvenil francès. Va formar part de la selecció francesa que va arribar a les semifinals del Campionat d'Europa sub-17 de la UEFA el 2019.
Va ser una part important de l'equip francès que va acabar tercer a la Copa del Món Sub-17 de la FIFA 2019. Va ser titular dels set partits de França del torneig i va aconseguir l'empat en la victòria del seu equip per 6-1 abans del quart contra Espanya.

## Palmarès
París Saint-Germain
- Lliga 1: 2019-20[16]
- Copa de França: 2019–20[17]
- Copa de la Lliga: 2019–20[18]
- Subcampió de la UEFA Champions League: 2019-20

Bayern de Múnic
- Bundesliga: 2020–21,[19] 2021–22
- DFL-Supercup: 2021,[20] 2022

Sevilla FC
- Lliga Europa de la UEFA: 2022-23[21]

França Sub-17
- Tercer lloc de la Copa del Món Sub-17 de la FIFA: 2019[22]

Individual
- Titi d'Or: 2019[23]